# Operation Karbala-4
 (juillet 2021).
La mise en forme du texte ne suit pas les recommandations de Wikipédia : il faut le « wikifier ».
Les points d'amélioration suivants sont les cas les plus fréquents :
- Les titres sont pré-formatés par le logiciel. Ils ne sont ni en capitales, ni en gras.
- Le texte ne doit pas être écrit en capitales (les noms de famille non plus), ni en gras, ni en italique, ni en « petit »…
- Le gras n'est utilisé que pour surligner le titre de l'article dans l'introduction, une seule fois.
- L'italique est rarement utilisé : mots en langue étrangère, titres d'œuvres, noms de bateaux, etc.
- Les citations ne sont pas en italique mais en corps de texte normal. Elles sont entourées par des guillemets français : « et ».
- Les listes à puces sont à éviter, des paragraphes rédigés étant largement préférés. Les tableaux sont à réserver à la présentation de données structurées (résultats, etc.).
- Les appels de note de bas de page (petits chiffres en exposant, introduits par l'outil «  Source ») sont à placer entre la fin de phrase et le point final[comme ça].
- Les liens internes (vers d'autres articles de Wikipédia) sont à choisir avec parcimonie. Créez des liens vers des articles approfondissant le sujet. Les termes génériques sans rapport avec le sujet sont à éviter, ainsi que les répétitions de liens vers un même terme.
- Les liens externes sont à placer uniquement dans une section « Liens externes », à la fin de l'article. Ces liens sont à choisir avec parcimonie suivant les règles définies. Si un lien sert de source à l'article, son insertion dans le texte est à faire par les notes de bas de page.
- La présentation des références doit suivre les conventions bibliographiques. Il est recommandé d'utiliser les modèles {{Ouvrage}}, {{Chapitre}}, {{Article}}, {{Lien web}} et/ou {{Bibliographie}}. Le mode d'édition visuel peut mettre en forme automatiquement les références.
- Insérer une infobox (cadre d'informations à droite) n'est pas obligatoire pour parachever la mise en page.

Pour une aide détaillée, merci de consulter Aide:Wikification.
Si vous pensez que ces points ont été résolus, vous pouvez retirer ce bandeau et améliorer la mise en forme d'un autre article.
L'opération Karbala-4 était une offensive iranienne dans la guerre Iran-Irak qui s'est déroulée sur le front sud et lancée après l'échec des opérations Karbala-2 et Karbala-3 qui n'ont pas permis de déplacer les lignes irakiennes en vue de prendre le contrôle de territoire irakien. Elle précède l'Opération Karbala-5 qui avait pour objectif de capturer la ville portuaire irakienne de Bassorah et qui s'est déroulée de concert avec les opérations Karbala-6 à Qasr Shirin et Karbala-7 au Kurdistan irakien visant à empêcher les Irakiens de transférer des unités vers leurs lignes de défense à Bassora.

## Prélude
La bataille elle-même a été planifiée et finalement exécutée par Ali Akbar Hashemi Rafsanjani. L'opération aurait lieu sous le couvert de l'obscurité afin de prendre pied le long de la voie navigable Chatt-al-Arab. Une fois de l'autre côté, les forces iraniennes passeraient à l'offensive et finiraient par se diriger vers la ville portuaire de Bassorah. L'attaque serait lancée vers l'île d'Umm ar-Rasas dans le Chatt al Arab. Il s'agissait très probablement d'une attaque de diversion avant la prochaine opération Karbala-5 et qui devait partir de l'île d'Umm ar-Rasas vers d'autres îles et routes afin de créer un vaste encerclement de Bassora. L'opération a peut-être aussi été lancée à la hâte pour intimider l'Organisation de la coopération islamique réunie au Koweït allié de l'Irak.
Les Irakiens avaient construit de lourdes fortifications statiques autour de la ville. Ils ont établi cinq anneaux défensifs, soutenus par des cours d'eau naturels, comme le Shatt-al-Arab, et artificiels, comme le lac Poisson et la rivière Jasim, ainsi que des barrières de terre artificielles. Le lac Poisson était rempli de mines, de fils barbelés sous-marins, d'électrodes et de divers capteurs. En outre, derrière chaque voie d'eau et chaque ligne défensive se trouvaient des pièces d'artillerie guidées par radar, des avions d'attaque au sol et des hélicoptères de combat, tous capables de tirer des gaz toxiques en plus des munitions conventionnelles. La stratégie de l'Iran consistait à mener une percée à travers ces lignes défensives massives et à encercler ensuite la ville de Bassora, coupant la ville ainsi que la péninsule d'Al-Faw du reste de l'Irak. Bien qu'il s'agisse de l'attaque la plus importante et la plus sophistiquée depuis 1984, elle s'inscrivait en fait dans la stratégie d'attrition de l'Iran, afin de porter un coup insoutenable à l'Irak, car les Iraniens avaient peu d'espoir de remporter une victoire décisive face au réarmement massif de l'Irak. Ils espéraient pouvoir provoquer la chute de l'Irak en l'épuisant purement et simplement. Le plan de l'Iran prévoyait une attaque de diversion près de Bassora (Karbala-4), l'offensive principale (Karbala-5) et une autre attaque de diversion utilisant les blindés iraniens dans le nord pour détourner les blindés lourds irakiens de Bassora (Karbala-6). Pour ces batailles, l'Iran avait gonflé ses rangs militaires en recrutant de nombreux nouveaux volontaires Basij et Pasdaran.

## La bataille
L'opération a été lancée pendant la nuit du réveillon de Noël de 1986 avec l'assaut des hommes-grenouilles d'élite des Pasdaran traversant le lac dans des hors-bords en caoutchouc dans une attaque surprise sur l'île d'Umm ar-Rasas. À l'atterrissage de ces derniers, les opérateurs de projecteurs irakiens ont repéré les hommes-grenouilles. Les Iraniens étaient désormais totalement à découvert et les mitrailleurs irakiens ont ouvert le feu avec une pluie de balles, tuant presque tous les soldats iraniens.
Le lendemain matin, 60 000 Pasdarans et Basijis ont traversé le Shatt al-Arab au nord et au sud de Khorramshahr dans des canots pneumatiques et des embarcations motorisées, profitant de la couverture de l'aube pour dissimuler leurs mouvements. Presque immédiatement, les Iraniens ont rencontré les défenses irakiennes qui les attendaient sur les rives de l'île. L'un des principaux inconvénients pour les Iraniens était l'absence ou le manque de soutien d'artillerie contre les Irakiens. Cependant, les Iraniens ont rapidement envahi Umm ar-Rasas et les autres îles, qu'ils ont traversées à l'aide de ponts flottants. Mais lorsqu'ils ont essayé de remonter la route le long de la voie navigable pour envelopper Bassora par le sud, ils ont essuyé un feu nourri des Irakiens.
L'une des principales insuffisances des préparatifs militaires iraniens en vue de l'offensive a été la quasi-absence de soutien de suivi fourni à leurs forces une fois qu'elles ont quitté les îles. À l'exception d'un soutien d'artillerie limité, tout ce soutien est resté du côté iranien du Chatt al-Arab et n'a pas suivi l'avancée initiale de leurs propres forces. Les combats ont duré trois jours, pendant lesquels les forces iraniennes ont été malmenées par les défenses irakiennes. Les troupes irakiennes ont utilisé de l'artillerie, des avions et des mitrailleuses tirant depuis des défenses bien préparées. Les troupes iraniennes ont perdu la vie par milliers. Les pertes irakiennes étaient six fois moins importantes que les pertes iraniennes. Au moment où les Iraniens battent en retraite, les cadavres de milliers de soldats Iraniens recouvrent le paysage. L'Iran avait perdu au total 15 900 soldats dont 3 900 étaient portés disparus et 11000 blessés, tandis que l'Irak comptait 2 000 tués. L'Iran a affirmé que les défenses irakiennes ont bénéficié des renseignements fournis par les États-Unis, qui ont donnés des détails sur les plans et les préparatifs iraniens, permettant ainsi à l'Irak de coordonner une défense efficace aux points précis où l'attaque a eu lieu. Les mauvais traitements infligés par l'Irak aux forces iraniennes capturées, y compris l'enterrement vivant de plongeurs militaires, ont fait l'objet du film iranien de 2015, 175 Divers.

## Les suites de la bataille
Au cours de cette seule bataille qui a duré trois jours, environ 1000 Iraniens ont été tués, 3 900 portés disparus et 11000 ont été blessés. Du côté Irakien, 2 000 soldats ont été tués. Cependant, cette bataille s'avéra être le début d'une offensive majeure qui durera jusqu'en février. L'opération avait été mal planifiée, et sans doute précipitée en raison du Sommet de l'Organisation de la coopération islamique réunie au Koweït et allié de l'Irak. Les Iraniens, à l'exception de l'attaque de nuit et des traversées amphibies, n'ont pas utilisé leurs tactiques innovantes et ont principalement utilisé des vagues humaines. L'opération Karbala-5, plus sophistiquée, serait lancée deux semaines plus tard et deviendrait finalement la plus grande bataille de toute la guerre.

## Retour des corps de 175 plongeurs iraniens
Le 18 mai 2015, les corps de 175 plongeurs iraniens sont rapatriés en Iran,,,. Il a été découvert que certains d'entre eux n'avaient aucune trace de blessure et on a alors constaté qu'ils avaient été enterrés vivants avec les mains liées à l'aide de fil de fer,. Les combattants appartenaient aux quatre unités des 25e, 41e, 7e et 14e divisions.

Le rapatriement a suscité une vague de réactions émotionnelles sans précédent dans les médias sociaux.

Funérailles de plongeurs iraniens tombés sur le front de bataille
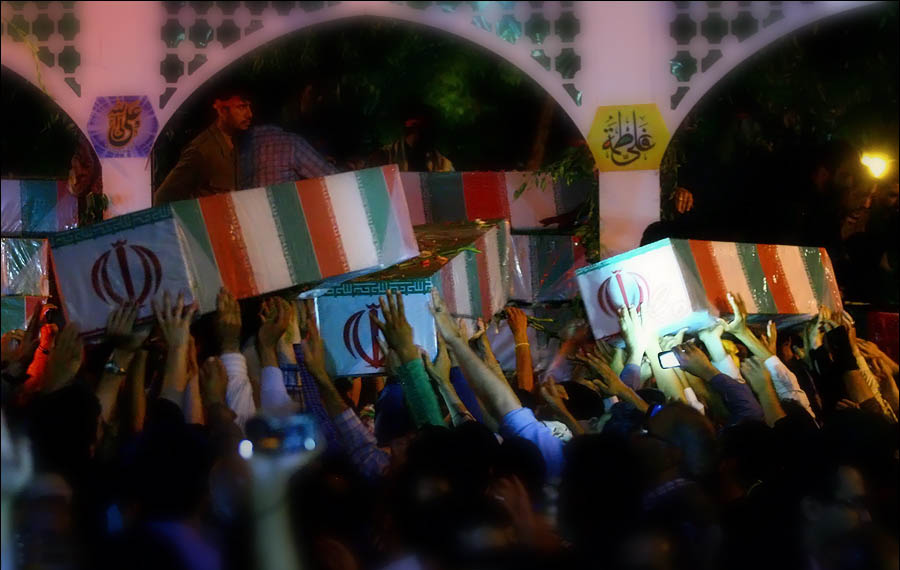
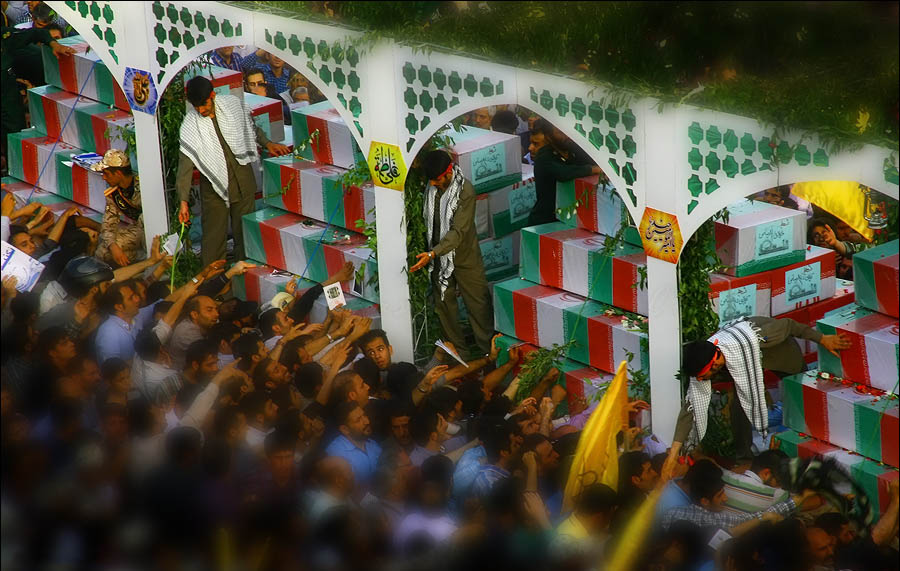
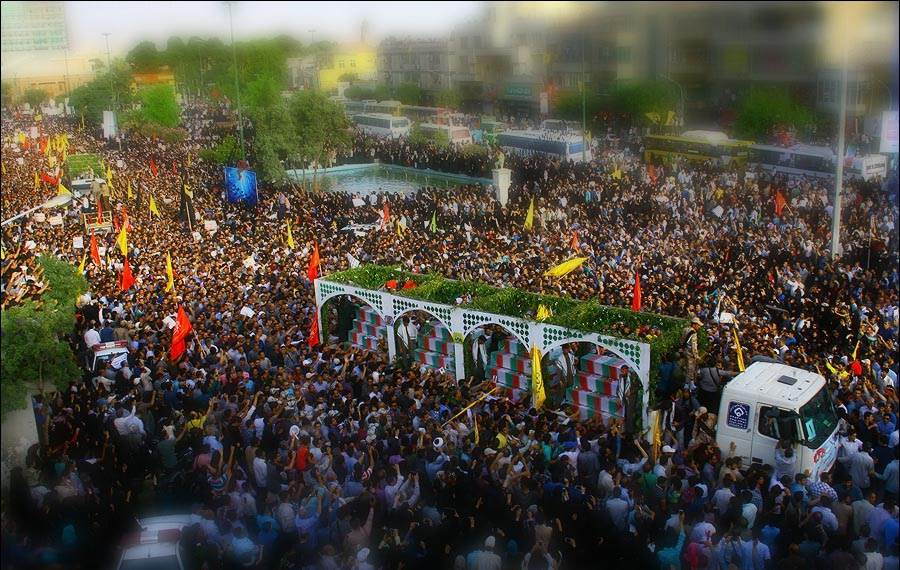